# Jeffrey Buttle
Jeffrey Buttle (* 1. září 1982, Smooth Rock Falls, Ontario) je bývalý kanadský krasobruslař, mistr světa z roku 2008.
Na počátku kariéry zkoušel i taneční sport a tance na ledě se svou sestrou Meghan, ale postupně se začal prosazovat jako sólový krasobruslař. Hned při prvním startu v krasobruslařské Grand Prix obsadil v Japonsku v roce 2001 druhé místo a v roce 2002 získal zlato na mistrovství čtyř kontinentů. Mohl startovat na olympijských hrách v Salt Lake City, ale jeho krajan Emanuel Sandhu vzdal příliš pozdě na to, aby Buttle mohl využít svou pozici náhradníka.
Po slabším roce 2003 se za rok vrátil na výsluní, když podruhé vyhrál mistrovství čtyř kontinentů, ale definitivním průlomem pro něj byl až předolympijský rok 2005, ve kterém se poprvé stal mistrem Kanady (byl to první ze série tří titulů v řadě za sebou) a na mistrovství světa poprvé vybojoval medaili za druhé místo za Švýcarem Stephanem Lambielem a s úspěchem se zúčastnil i finále Grand Prix.
Na olympijských hrách v Turíně nebyl přesvědčivý v krátkém programu, ale kvalitní volnou jízdou navzdory pádu při pokusu o čtverný toeloop si vylepšil osobní maximum o 13 bodů, vyhoupl se až na konečné třetí místo a získal bronzovou medaili za Jevgenijem Pljuščenkem a Lambielem. Na mistrovství světa se ale propadl až na šesté místo, které pak zopakoval v roce následujícím, narušeném zraněním zad.
Na začátku sezóny 2007–08 pracoval na tom, aby do svého repertoáru mohl napevno zařadit čtverný toeloop. Vybojoval stříbro na mistrovství čtyř kontinentů za jeho suverénním vítězem Takahašim, ale také jen stříbro na mistrovství Kanady (vyhrál ho Patrick Chan). Přesto byl před světovým šampionátem v Göteborgu sebevědomý. Ujal se vedení po krátkém programu a udržel ho volnou jízdou na jistotu bez čtverného skoku, o který se tak na celém mistrovství nepokusil ani jednou. Stal se prvním kanadským mistrem světa v kategorii mužů po 11 letech, od posledního vítězství Elvise Stojka.
V září 2008 nečekaně oznámil, že končí svou sportovní kariéru a bude se dál věnovat studiu chemického inženýrství.
Trénoval ho Lee Barkell spolu s předchozím hlavním trenérem Rafaelem Arutunianem.
Žije v Barrie. Preferuje zkrácenou formu jména Jeff místo celého Jeffrey.